# Erdwerk

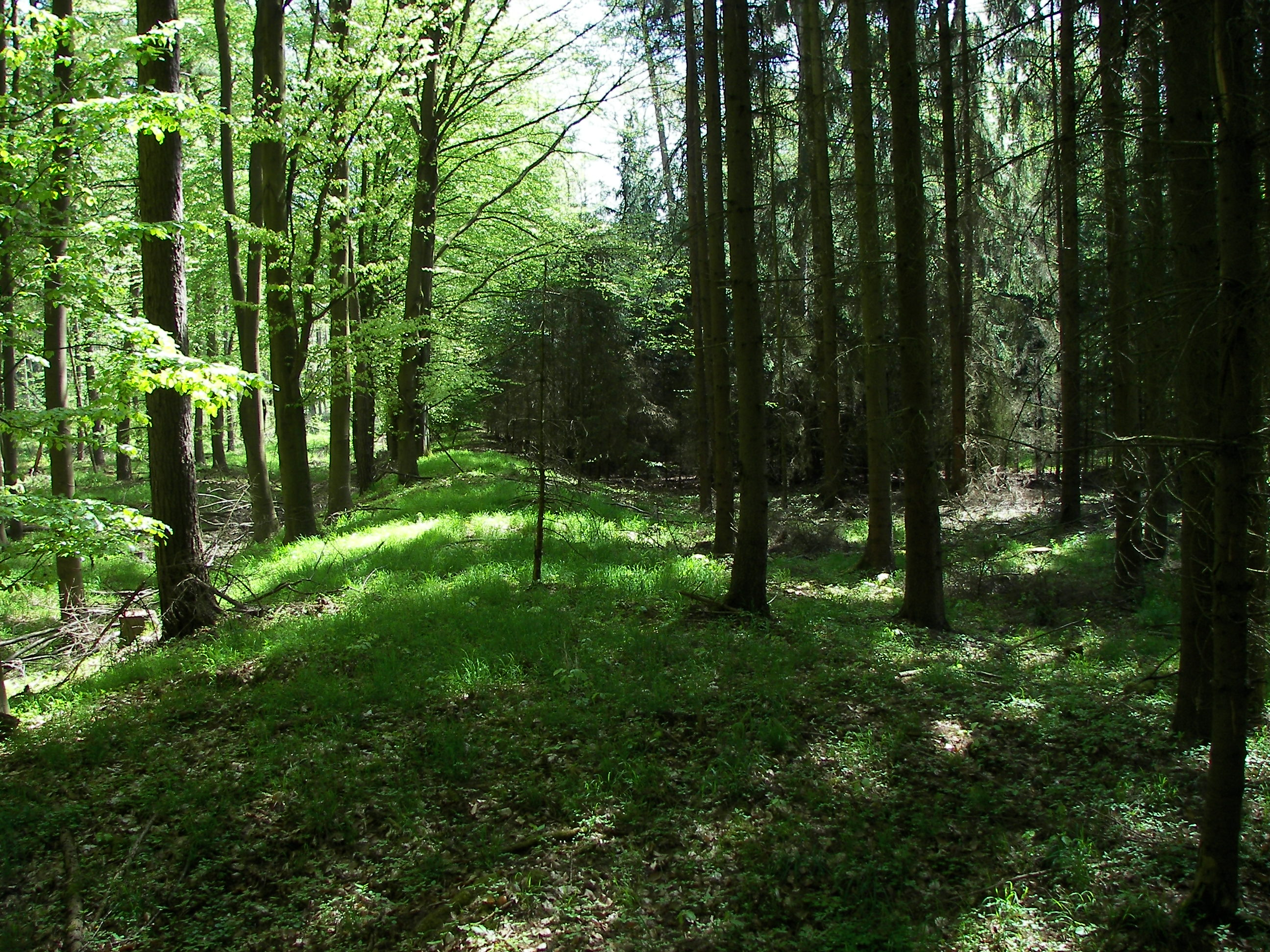
Der römische Limes bei Lich in Hessen

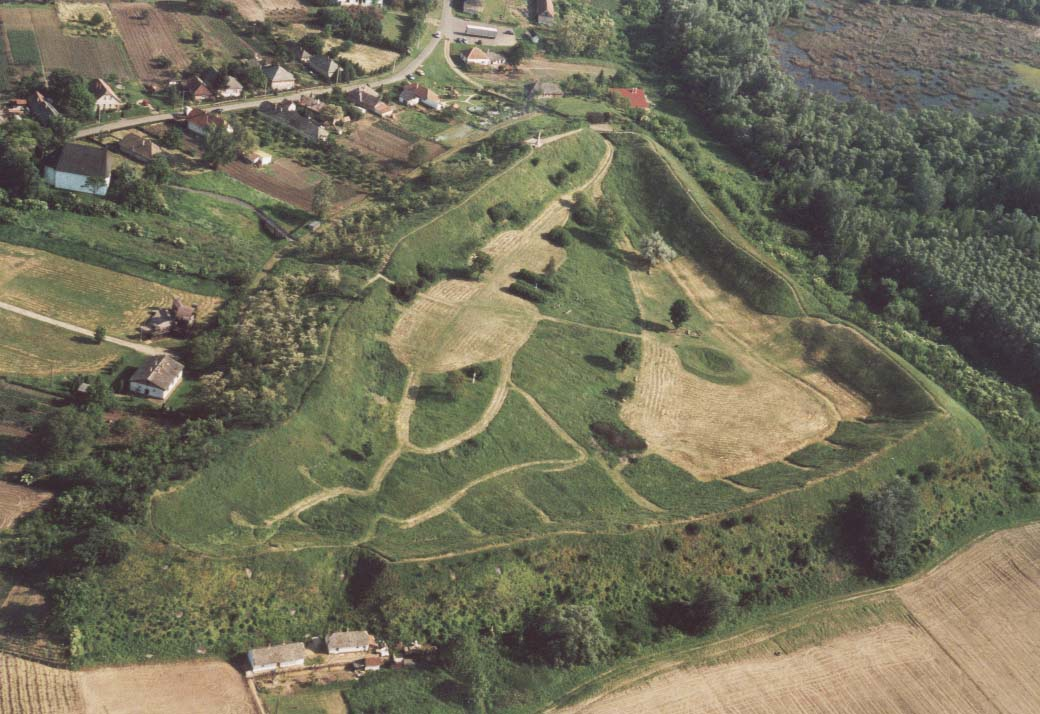
Die frühmittelalterliche Burg von Szabolcs in Ungarn

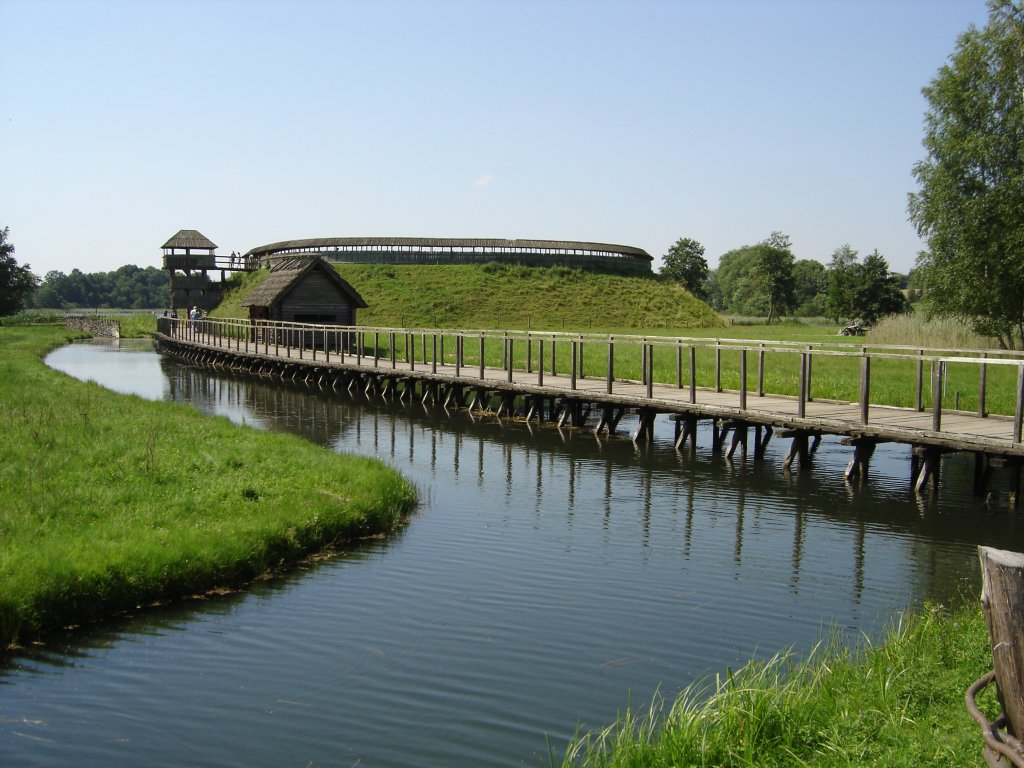
Rekonstruktion einer mittelalterlichen, slawischen Wallburg im Freilichtmuseum Groß Raden: Erdwall mit Palisade

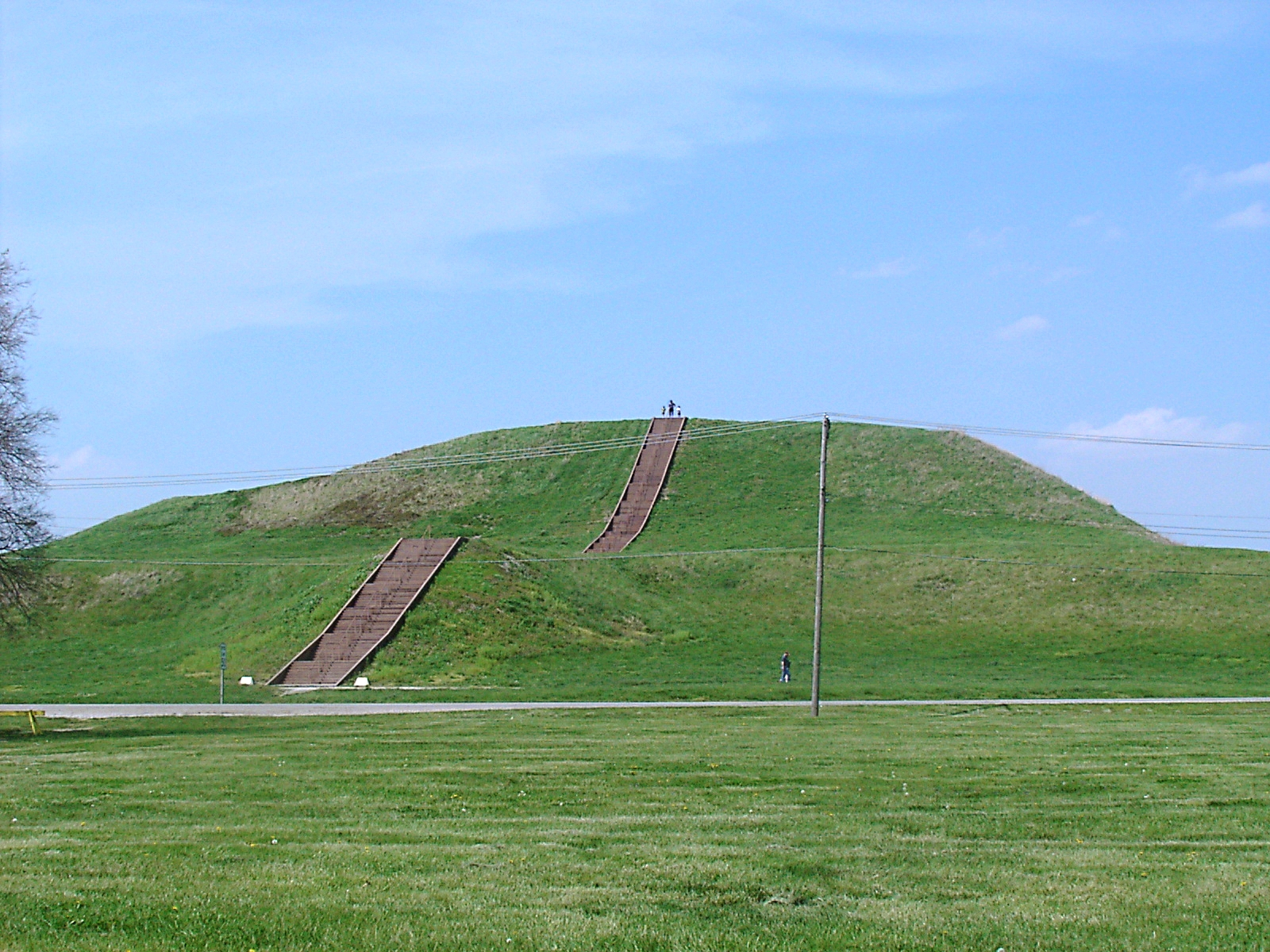
Monks Mound bei Cahokia, Illinois (Mississippi, um 900 n. Chr.)

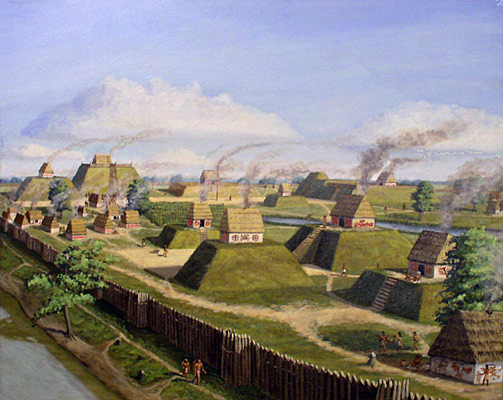
Rekonstruktion der Kincaid-Ausgrabungsstätte mit Mound-Plattformen und Palisade

Als Erdwerk werden in der Archäologie signifikante Bauten aus Erde bezeichnet, also Grabungen und Aufschüttungen unterschiedlicher Größe, Form und Funktion, die in der Regel zu militärischen und/oder kultischen Zwecken angelegt wurden. Insbesondere sind dies Wall-Graben-Anlagen in Europa, aber auch hügel- oder pyramidenförmige Erdanhäufungen, wie beispielsweise die Mounds in Nordamerika. Zu den Grabungen und Aufschüttungen kommen häufiger Palisaden hinzu. In der Archäologie finden die Termini Erdwerk und Grabenwerk sowie Einhegung meist synonym Verwendung.
In Mitteleuropa sind Erdwerke seit der ältesten Epoche der Bandkeramik bekannt und bilden ein Phänomen, das sich in beinahe allen Abschnitten des europäischen Neolithikums wiederfindet.
Erdwerke können Einbauten aus Holz oder Stein enthalten. Die größten bekannten Erdwerke sind Grenzsicherungsanlagen, wie beispielsweise der Obergermanisch-Raetische Limes. Es lassen sich neben Befestigungsanlagen aber auch Erdwerke mit einem zivilen und kultischen Zweck nachweisen.
Erdwerke sind heute meistens nicht mehr an der Erdoberfläche sichtbar, so werden jungsteinzeitliche Erdwerke beispielsweise durch Luftbildarchäologie anhand von Bewuchsanomalien oder Bodenmerkmalen auf Ackerflächen entdeckt, Gräben können bei Schräglicht aus der Luft entdeckt und beobachtet werden.
Im neuzeitlichen Festungsbau bezeichnet der Terminus Erdwerk eine aus Erde aufgeschüttete Befestigungsanlage.

## Mögliche Funktionen
- befestigter Herrensitz
- befestigtes Dorf
- Fluchtburg (Fliehburg, Wallburg, Ringwall)
- geschützter Marktplatz
- kultischer Versammlungsplatz
- Jahressonnenuhr (Kalenderbauten, Sonnentempel)
- zeremonieller Hinrichtungs- und Begräbnisplatz
- Grenzlinien

## Erdwerke des Neolithikums
Im europäischen Neolithikum waren kreisförmige Grabenanlagen verbreitet, die ihre Blütezeit in den monumentalen Anlagen des Jungneolithikums fanden. Über ihre genaue Funktion kann nur spekuliert werden: Es gibt drei konkurrierende Ansätze, die zum einen von einer Fortifikation, also einer militärischen Befestigung, zum anderen von der Nutzung als Viehpferch sowie einer kultischen Funktion ausgehen. Die Frage nach dem Zweck der jeweiligen Anlage lässt sich jedoch nur im Einzelfall konkret beantworten.

### Anfänge im Alt- und Mittelneolithikum
Erdwerke in Form von Einfach- oder Doppelgrabenanlagen erscheinen mit der Linearbandkeramischen Kultur (hier etwa 5500–4900 v. Chr.) in Mitteleuropa und sind (mit dem Fundort Eilsleben) für die älteste Phase dieser Kultur belegt. Erdwerke aus der Spätphase der Linearbandkeramischen Kultur sind dabei besonders häufig entdeckt worden.
Archäologische Untersuchungen zeigen, dass die Grabensysteme der Erdwerke unterbrochen waren und aus einer Aneinanderreihung nacheinander gegrabener Gruben bestanden, die nach kurzer Zeit mit organischem oder anderem Material (auch mit menschlichen Knochen) und schließlich mit Erde gefüllt wurden. Dies weist auf eine kultische Nutzung hin. Diese Erdwerke waren entweder im Innenraum mit Häusern bebaut (wie in Herxheim bei Landau in der Pfalz oder in Vaihingen an der Enz) oder sind im Innenraum fast ohne Funde.
Menschen der Stichbandkeramischen Kultur (etwa 4900–4500 v. Chr.) bauten Erdwerke in Form von Kreisgrabenanlagen mit meistens vier Öffnungen und Palisaden.
Ab der Mitte des fünften Jahrtausends v. Chr. wurden Erdwerke seltener, es liegen hier flachere und schmalere, häufig von einer Palisade begleitete Gräben vor.
Bekannt sind aus dieser Zeit beispielsweise Erdwerke der Rössener Kultur (etwa 4790–4550 v. Chr.).
Der Zweck der Anlagen lässt sich in einigen Fällen wie etwa der Kreisgrabenanlage von Goseck als eindeutig kultisch, in anderen Fällen als vermutlich fortifikatorisch bestimmen. In anderen Fällen bleibt der Zweck der Anlage oftmals umstritten.
Es kann konstatiert werden, dass während der Bandkeramik Erdwerke vor allem an Standorten größerer Siedlungen als Kennzeichen zentralörtlichen Funktion anzutreffen sind.
Ein wiederkehrendes Merkmal, welches sich durch das gesamte Früh- und Mittelneolithikum zieht, ist eine  Assynchronizität zwischen Erdwerk und der damit in Zusammenhang stehenden Siedlung. So wurde beispielsweise im Falle der Siedlung auf dem „Nachtwiesenberg“ bei Esbeck festgestellt, dass der die Siedlung umgebende Doppelgraben erst während der letzten Siedlungsphase angelegt wurde.

#### Beispiele für Erdwerke der Linearbandkeramischen Kultur
- Aldenhoven-Langweiler (3 Stück) (Nordrhein-Westfalen)
- Schletz Asparn an der Zaya – (Niederösterreich)
- Eilsleben (2 Stück) (Sachsen-Anhalt)
- Erkelenz-Kückhoven (Nordrhein-Westfalen)
- Herxheim bei Landau in der Pfalz (Rheinland-Pfalz)
- Köln-Lindenthal (Nordrhein-Westfalen)
- Schöningen-Esbeck (Niedersachsen)
- Vaihingen an der Enz (Baden-Württemberg)

#### Beispiele für Mittelneolitische Anlagen
- Künzing-Unternberg (Bayern)
- Goseck (Sachsen-Anhalt)

### Erdwerke des Jungneolithikum
Zunächst wurden die unterbrochenen Erdwerke der Michelsberger Kultur als Verteidigungsanlagen oder Viehgehege gedeutet. Die Erdwerke der Michelsberger Kultur, des Chasséen bzw. des britischen Frühneolithikums weisen zahlreiche Unterbrechungen auf, was sie als Verteidigungsanlage ungeeignet erscheinen lässt. Forscher wie Dixon interpretieren die Unterbrechungen jedoch als Ausfalltore und verweisen auf zahlreiche Funde von Pfeilspitzen, beispielsweise in Crickley Hill, als Beleg einer fortifikatorischen Funktion.
Die Trichterbecherkultur (TBK) errichtete vor allem in der Zeit zwischen 4000 und 3500 v. Chr. Erdwerke in Norddeutschland. Von den im Jahr 1996 bekannten 31 Erdwerken der Trichterbecherkultur liegen 4 in Schleswig-Holstein, eines in Niedersachsen und eines in Schweden. Die 25 dänischen Anlagen verteilen sich auf Jütland (11), Seeland (7) und Fünen (4). Je eine liegt auf Alsen, Bornholm und Langeland.
In England werden die frühen Belege für umschlossene „Komplexe“ in vier Hauptkategorien unterteilt: Pound- und Tor-Einhegungen, Ringanlagen, Hillforts und kleine Einhegungen. Ihre Verteilung ist weiter, aber die Mehrheit liegt in einer breiten Schneise, die sich entlang der Ost- und Südküste von England erstreckt (Kent, Sussex und Wiltshire und die Moore von Dartmoor und Bodmin), wobei die Form von Region zu Region variiert.
- Causewayed enclosures
- Henges, z. B. in Avebury und Durrington Walls
- Promontory Forts; Höhenbefestigungen, die sich meist der Form der Hügel oder Sporne (Abschnittswall) anpassen
- Die in Irland Rath genannten Anlagen sind zum Teil sehr klein und bestehen in manchen Landesteilen aus Trockenmauern. Insgesamt gibt es mehr als 35.000 Exemplare.

## Kupferzeit
Erdwerke und Mauerwerke der Kupferzeit finden sich vor allem im Alentejo in Portugal (Outeiro Alto 2).

## Eisenzeit
Die Viereckschanzen der späten Eisenzeit (4.–2. Jh. v. Chr.) Wall-Graben-Anlage mit quadratischem oder rechteckigem Grundriss, werden als Hof- oder Kultplätze gedeutet.

## Afrika
Die zwischen 800 vor Chr. bis in die Mitte des 15. Jahrhunderts in Afrika errichteten Mauern von Benin (englisch: Benin Moat) waren bis zu ihrer Zerstörung durch britischen Kolonialtruppen im Jahre 1897 mit einer Länge von 16.000 km das größte von Menschen errichtete Erdwerk weltweit. Sie umschlossen einen Bereich von  6.500 km² Gemeinschaftsland mit etwa 500 Siedlungen.

## Amerika
In Nordamerika finden sich die hügel- oder pyramiden-förmigen, hauptsächlich kultisch genutzten Mounds verschiedener Kulturen vorwiegend im Mittlerer Westen der USA; in Mittelamerika die Erd-Plattformen der dortigen Indianer-Kulturen, beginnend mit den Olmeken.
Ein frühes Beispiel ist Poverty Point, ein aus kreisbogenförmigen Wällen bestehendes Erdwerk im Nordosten des US-Bundesstaates Louisiana. Auf dem nahe dem Mississippi liegenden Gelände befinden sich diese in Größe und Komplexität einzigartige Erdwerke einer präkolumbischen Kultur, die auf die Zeit zwischen dem 18. und dem 10. Jahrhundert v. Chr. datiert werden. Die Anlage besteht aus sechs konzentrischen Erdwällen in Form von Halbringen. Auch sechs Mounds, innerhalb und außerhalb der Halbringe, gehören dazu.
Great Serpent Mound in Ohio ist ein nordamerikanisches Beispiel für ein aller Wahrscheinlichkeit nach rein kultisches Erdwerk in Form einer riesigen Schlange, weitere Effigy Mounds (deutsch etwa „bildhafte Erdwerke“) finden sich im Umfeld des Mississippi von Iowa bis Wisconsin.